# باولينو ألكانتارا
باولينو ألكنتارا (بالإسبانية: Paulino Alcántara) (عاش بين 7 أكتوبر 1896 - 13 فبراير 1964 م) لاعب كرة قدم إسباني ولد في مقاطعة إيلويلو في الفلبين أثناء وجود والده، الذي كان يعمل في الجيش الإسباني، هنالك، ثم انتقل إلى برشلونة في عام 1910 م لينهي دراسته.

## مسيرتة الكروية
انضم باولينو لنادي برشلونة للناشئين حيث بدأ نجمه بالسطوع. كانت أول مشاركة له مع الفريق في 14 أغسطس 1912 م، وهو ابن خمسة عشر عاما آنذاك، وذلك مباراة في بطولة الكاتلان والتي انتهت بفوز برشلونة 8-2. سجل باولينو في هذه المباراة ثلاثة أهداف. بعد ذلك، ما بين عامي 1916 و1918 م، عاد باولينو إلى الفليبين ولعب هنالك. ثم عاد مرة أخرى إلى برشلونة حيث لعب مع زامورا وجوسيب ساميتيير.
كان باولينو ألكنتار هدافا بارعا. فالبرغم من أنه لم يكن ذا بنية قوية، فقد كان ماهرا في التصويب واستغلال الفرص لتسجيل الأهداف. ويعتبر من أبرز مهاجمي فريق نادي برشلونة . خلال الفترة ما بين 1912 وحتى 1927 م أحرز 369 هدفا مع برشلونة.
فاز باولينو مع نادي برشلونة بكأس إسبانيا (أو كأس الملك) خمس مرات وبكأس كاتلونا عشر مرات. لعب مع منتخب إسبانيا خمس مرات كما لعب في فريق الفليبين.
اعتزل اللعب في عام 1927 م قبل سنة من انطلاق الموسم الأول من الدوري الإسباني (لا ليغا) عام 1928 م. توفي في برشلونة في 13 فبراير 1964 م.

## وصلات خارجية
- باولينو ألكانتارا على موقع قاعدة بيانات كرة القدم.إي يو (الإنجليزية)
- باولينو ألكانتارا على موقع ناشيونال فوتبول تيمز (الإنجليزية)
- باولينو ألكانتارا على موقع عالم كرة القدم.نت (الإنجليزية)
- بولينو ألكانتارا، أول أساطير برشلونة، من الموقع الرسمي للفيفا